# Bučkovci
Bučkovci – wieś w Słowenii, w gminie Ljutomer. W 2018 roku liczyła 120 mieszkańców.